# 川端槇二
川端 槇二（かわばた しんじ、1948年（昭和23年）6月4日 - ）は、日本の俳優、演出家。劇団NLT代表。NPO法人日本オペレッタ協会副理事長。

## 出演

### 舞台
- 劇団NLT『喜劇 二階の女』（2023年12月13日 - 17日、博品館劇場） - 星川侯爵 役[1]
- 舞台『CHICACO 2024』Episode2（2024年3月29日 - 4月7日、中目黒キンケロ・シアター / 4月13日・14日、一心寺シアター倶楽） - 相楽浩 役[2][3]
- 舞台『7』（2025年4月11日 - 15日、三越劇場）[4]

## 受賞歴
- 1989年：第44回文化庁芸術祭賞　出演した『毒薬と老嬢』の成果[5][6]